# Star Fox (spelserie)
Star Fox (スターフォックス Sutā Fokkusu?) är en serie av TV-spel utgivna av Nintendo. Originalet, Starwing (Star Fox i Nordamerika), utgavs 1993 till konsolen Super Nintendo Entertainment System och var en av Nintendos första spel släppta i 3D-miljö. Ett återkommande koncept i spelserien är så kallad rail shooting, då spelaren kontrollerar sitt rymdskepp kallat Arwing genom olika planeter och platser för att senare besegra någon form av en boss efter varje nivå. Serien har dock under senare år utvecklats åt flera olika håll och har i numera inkluderat bland annat markstrider och öppna slagfält samt testat genrer såsom äventyr och strategi. Skaparen av spelserien är Shigeru Miyamoto.

## Spel i serien
Det finns totalt nio spel släppta i Star Fox-serien. Detta inkluderar Star Fox 64 3D, vilken är en remake utgiven på Nintendo 3DS och som baserades på Star Fox 64, samt Star Fox Guard som såldes tillsammans med Star Fox Zero 2016 till Wii U.

### Starwing/Star Fox
Starwing/Star Fox (スターフォックス Sutā Fokkusu?) var Nintendos första publicerade spel i Star Fox-serien och släpptes 1993 till SNES. Spelet lanserades under namnet Starwing i Europa då originalnamnet befarades hamna i juridisk konflikt med det tyska företaget StarVox. Spelet var ett för tiden traditionellt shoot 'em up, men revolutionerande datorspelsindustrin med sin 3D-grafik som utvecklades med hjälp av Super FX-chippet. Starwing utvecklades tillsammans med Argonaut Software.

### Lylat Wars/Star Fox 64
Lylat Wars, i Nordamerika Star Fox 64 (japanska: スターフォックス64 Hepburn: Sutā Fokkusu Rokujūyon?) utvecklades av Nintendo och följde sin föregångare med att ändra sitt officiella namn i Europa. Spelet släpptes 1997 till Nintendo 64 och lanserades tillsammans med en rumble pak. Spelet introducerade även röstskådespel till sina karaktärer.

#### Star Fox 64 3D
2010 presenterade Nintendo, på sin en presskonferens under E3, att en ny version av Star Fox 64 vid namn Star Fox 64 3D (スターフォックス64 3D Sutā Fokkusu Rokujūyon Surīdī?) skulle släppas till den kommande bärbara spelkonsolen Nintendo 3DS. Spelet skulle följa samma story som originalet men skulle ha en förbättrad grafisk design, 3D-effekter, samt andra alternativ för kontroll av sin Arwing. Spelet släpptes drygt ett år senare, i juli 2011, cirka tre månader efter konsolen. Spelet utvecklades av Q-Games tillsammans med Nintendo.

### Star Fox Adventures
Star Fox Adventures (スターフォックスアドベンチャー Sutā Fokkusu Adobenchā?) släpptes till Nintendo GameCube 2002. Spelet började som en story helt orelaterad till Star Fox-serien som skulle släppas till Nintendo 64 under namnet Dinosaur Planet, men som senare skrevs om till att inkludera Fox McCloud och hans team. Anledningen bakom detta beslut var att försöka sälja in spelet bättre hos spelarna. Star Fox Adventures blev därefter både prisat och kritiserat för att avvika från den traditionella spelstilen och det fanns många fans som ansåg den klassiska genren vara betydande för en titel i serien. Spelets genre gick istället över mer på äventyr med ett koncept som ofta jämfördes med spel från en annan av Nintendos serier, nämligen The Legend of Zelda. Spelet utvecklades av företaget Rare.

### Star Fox: Assault
Nintendos andra Star Fox-spel till Nintendo GameCube släpptes 2005 och fick namnet Star Fox: Assault (スターフォックス アサルト Sutā Fokkusu Asaruto?). Den här gången presenterades en återgång till det mer klassiska rail shooter-konceptet, men med inslag av markstrider. Star Fox: Assault utvecklades av Namco.

### Star Fox Command
Star Fox Command (スターフォックス コマンド Sutā Fokkusu Komando?) utvecklades av Q-Games tillsammans med Nintendo och släpptes till Nintendo DS 2006. Spelet riktade in sig på en mer strategibaserad spelteknik och utvecklades till att i stor utsträckning använda konsolens touch-penna.

### Star Fox Zero
Star Fox Zero (スターフォックス ゼロ Sutā Fokkusu Zero) släpptes 2016 till Wii U. Spelet baserades på en ny berättelse av storyn presenterad i Lylat Wars och var inte menad som en uppföljare på de tidigare spelen i serien. Spelet sålde dock dåligt i förhållande till tidigare titlar och kritiserades för sina kontroller som ansågs svåra att använda. Star Fox Zero släpptes tillsammans med Star Fox Guard och utvecklades av Nintendo och PlatinumGames.

#### Star Fox Guard
Star Fox Guard (スターフォックス ガード Sutā Fokkusu Gādo), utvecklat av PlatinumGames och Nintendo, släpptes 2016 tillsammans med Star Fox Zero till Wii U och fokuserade på strategistilen tower defense. Spelet utspelade sig på planeterna som besöktes i Star Fox Zero och spelarens mål var att förhindra invasioner av robotar från att förstöra olika baser. Fox McCloud hade ingen huvudroll i spelet, då denna istället övertogs av Slippy Toad.

### Star Fox 2
Redan under 1990-talet utvecklade Nintendo, tillsammans med Argonaut Software, Star Fox 2 (スターフォックス2 Sutā Fokkusu Tsū) som en efterföljare till originalet Starwing. Lanseringen av titeln stoppades dock och fokuset lades istället om till att utveckla Lylat Wars till Nintendo 64. Under lång tid fanns därför ingen officiell version av spelet, men då det i stort sett hade blivit färdigutvecklat kunde människor hitta piratkopior att spela på olika emulatorer. 2017 släpptes dock spelet till allmänheten genom att inkluderas i Nintendos officiella konsol SNES Classic Mini.

## Story
Star Fox-serien utspelar sig framförallt i det fiktiva solsystemet Lylat där Star Fox-teamet, lett av Fox McCloud, får i uppdrag av General Pepper och hans armé att förhindra den onde vetenskapsmannen Andross från att ta över världen. I vissa av seriens utgåvor skiljer sig dock storyn något till besegra andra antagonister eller förhindra olika händelser.

### Fotnoter
1. ↑  Effie Karabuda (22 april 2016). ”Katastrofala kontroller förstör "Star Fox Zero"”. Nöjesbladet. Arkiverad från originalet den 18 augusti 2016. https://web.archive.org/web/20160818095547/http://spela.aftonbladet.se/2016/04/katastrofala-kontroller-forstor-star-fox-zero/. Läst 6 augusti 2016.
2. ↑  ”Developer Interview: Star Fox & Star Fox 2 -  Super Nintendo Entertainment System: Super NES Classic Edition - Official Site” (på amerikansk engelska). www.nintendo.com. Arkiverad från originalet den 1 december 2018. https://web.archive.org/web/20181201045230/https://www.nintendo.com/super-nes-classic/interview-star-fox-2/. Läst 29 november 2018.
3. ↑  Life, Nintendo (5 september 2012). ”Want to Know The Real Reason Star Fox Was Renamed in Europe?” (på brittisk engelska). Nintendo Life. http://www.nintendolife.com/news/2012/09/want_to_know_the_real_reason_star_fox_was_renamed_in_europe. Läst 5 december 2018.
4. ↑  Gaming, Damien McFerran 2017-09-27T14:00:58 269Z. ”Star Fox 2 and the legacy of the Super FX chip” (på brittisk engelska). TechRadar. https://www.techradar.com/news/star-fox-2-and-the-legacy-of-the-super-fx-chip. Läst 5 december 2018.
5. ↑  Johnston, Chris (26 april 2000). ”Rumble Pak Titles On the Rise” (på amerikansk engelska). GameSpot. https://www.gamespot.com/articles/rumble-pak-titles-on-the-rise/1100-2466717/. Läst 5 december 2018.
6. ↑  Life, Nintendo (26 december 2012). ”Feature: The Making Of Star Fox Adventures” (på brittisk engelska). Nintendo Life. http://www.nintendolife.com/news/2012/12/feature_the_making_of_star_fox_adventures. Läst 5 december 2018.
7. ↑  ”What Zelda Can Learn From Star Fox Adventures « Nintendojo” (på amerikansk engelska). Arkiverad från originalet den 2 juni 2015. https://web.archive.org/web/20150602035141/http://www.nintendojo.com/features/editorials/what-zelda-can-learn-from-star-fox-adventures. Läst 5 december 2018.
8. ↑  ”E3 2015: Star Fox Zero is a 'Reimagining', Not a Prequel, Sequel, or Reboot” (på engelska). Attack of the Fanboy. 16 juni 2015. https://attackofthefanboy.com/news/e3-2015-star-fox-zero-is-a-reimagining-not-a-prequel-sequel-or-reboot/. Läst 5 december 2018.
9. ↑  Webster, Andrew (20 april 2016). ”The new Star Fox has great ideas and terrible controls” (på amerikansk engelska). The Verge. https://www.theverge.com/2016/4/20/11466826/star-fox-zero-review-nintendo-wii-u. Läst 5 december 2018.
10. ↑  ”Star Fox (Video Game 1993)” (på engelska). https://www.imdb.com/title/tt0304743/plotsummary. Läst 29 november 2018.
11. ↑  ”Star Fox 64 (Video Game 1997)”. http://www.imdb.com/title/tt0241985/plotsummary. Läst 29 november 2018.
12. ↑  ”Star Fox Zero - Official Site - Story”. http://starfoxzero.nintendo.com/story/. Läst 29 november 2018.
13. ↑  ”Star Fox Adventures (Video Game 2002)”. http://www.imdb.com/title/tt0307501/plotsummary. Läst 29 november 2018.
14. ↑  ”Star Fox: Assault (Video Game 2005)”. https://www.imdb.com/title/tt0446037/plotsummary?ref_=tt_ql_stry_2. Läst 29 november 2018.
15. ↑  ”Star Fox Command (Video Game 2006)”. http://www.imdb.com/title/tt1895535/plotsummary. Läst 29 november 2018.